# Åtjärnet
Åtjärnet är en sjö i Arvika kommun i Värmland och ingår i Göta älvs huvudavrinningsområde. Sjön är 16 meter djup, har en yta på 0,118 kvadratkilometer och befinner sig 293,2 meter över havet. Åtjärnet ligger i Byamossarna Natura 2000-område. Sjön avvattnas av vattendraget Vikarälven.

## Delavrinningsområde
Åtjärnet ingår i det delavrinningsområde (662956-132533) som SMHI kallar för Inloppet i Racken. Medelhöjden är 263 meter över havet och ytan är 19,13 kvadratkilometer. Det finns inga avrinningsområden uppströms utan avrinningsområdet är högsta punkten. Vikarälven som avvattnar avrinningsområdet har biflödesordning 3, vilket innebär att vattnet flödar genom totalt 3 vattendrag innan det når havet efter 280 kilometer. Avrinningsområdet består mestadels av skog (73 procent). Avrinningsområdet har 1,19 kvadratkilometer vattenytor vilket ger det en sjöprocent på 6,2 procent.